# Flemish Cap

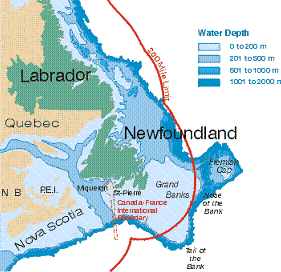
Mapa que muestra, a la derecha, el Flemish Cap.

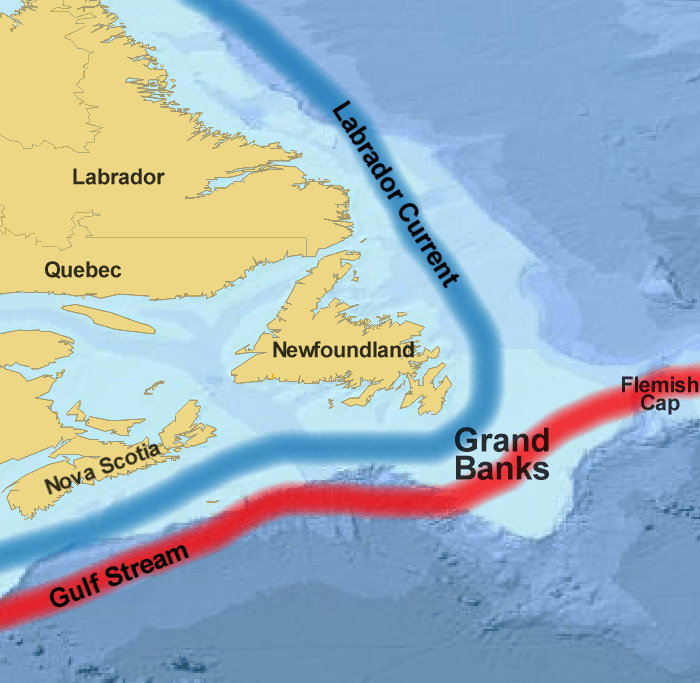
Mapa que muestra las corrientes de agua que alimentan la zona.

El Flemish Cap es una pesquería donde tradicionalmente se encontraban poblaciones de bacalao y gallineta y, últimamente de camarón y halibut de Groenlandia. La posición geográfica del banco se definió con exactitud por primera vez en 1750, durante la campaña hidrográfica de M. de Chabert. 

## Historia
Es difícil imaginar que, por aquella época, Flemish Cap pudiera ser una zona de pesca alternativa a los otros bancos de la plataforma continental americano. Se sospecha que la pesquería de bacalao en Flemish Cap estuvo prácticamente abandonada en el pasado por dos razones: el aislamiento geográfico de dicho banco, muy importante en tiempos en los que se navegaba a vela; y la gran profundidad media del Flemish Cap, que dificulta la pesca con liñas. La llegada de los barcos de vapor y de la pesca de arrastre aumentó la importancia del banco. Desde 1978, año en el que Canadá estableció una zona económica de 200 millas, la explotación en Flemish Cap está regulada por el acuerdo internacional de la NAFO (Northwest Atlantic Fisheries Organization).
Templeman realizó una completa descripción del banco en 1976. En la misma, afirma que, a finales del siglo XIX y según los pescadores de Estados Unidos –que visitaban la zona con frecuencia en primavera y verano–, no era frecuente encontrar bacalao de gran tamaño en el banco. Hoy en día, no es fácil dar con bacalaos mayores de 100 cm, dada la irregularidad de los reclutamientos anuales y la pesca precoz. La mayoría de la información disponible indica que la población de bacalao en el banco está bastante aislada de otras poblaciones en el área. No obstante, las labores de marcado muestran cierta emigración de ejemplares que han alcanzado la edad madura, probablemente bacalaos de 5 o 6 años de edad.

## Tipo de pesca
Las flotas más comunes en la pesquería actual son las parejas españolas, los arrastreros y volanteros portugueses y los palangreros de Islas Feroe. El bacalao también se captura como especie acompañante en las pesquerías portuguesa y rusa de gallineta al arrastre y en la española de peces planos. Los más tradicionales son los arrastreros portugueses que pescan bacalao como especie principal. Los arrastreros y parejas de países no miembros de la NAFO son también visitantes habituales de Flemish Cap; pescan bacalao, tanto directamente, como captura acompañante de gallineta, sobre todo. La pesquería reciente de camarón atrajo a una flota de más de 60 arrastreros. 
Flemish Cap se caracteriza por la irregularidad en la abundancia de los reclutamientos, tanto de bacalao como de gallineta, objeto de estudio de un programa internacional de investigación entre 1978 y 1982. La principal conclusión fue que el reforzamiento de la circulación del agua sobre el banco en sentido anticiclónico, al producir una retención de las larvas, favorecía la aparición de buenas clases anuales. Las principales campañas para seguir la evolución de las poblaciones han sido: la campaña canadiense de arrastre de fondo, entre 1977 y 1985; la rusa de arrastre de fondo y pelágica, entre 1983 y 1996; y la campaña de arrastre fondo de la UE, que comenzó en 1988 y todavía no ha finalizado.

## Situación de las poblaciones en Flemish Cap
La población de bacalao en Flemish Cap se tuvo en cuenta en el Consejo Científico de la ICNAF (International Commission for the Northwest Atlantic Fisheries) por vez primera en su asamblea de 1973. El Consejo recomendó entonces un TAC (Total Allowable Catch) para 1974 igual a la producción sostenible estimada para la pesquería. Cuatro años más tarde, en 1977, se reconoció el decaimiento de la pesquería y se recomendó reducir la TAC de 1978 por debajo de las 40.000 toneladas. El cese de la pesquería dirigida al bacalao se recomendó ya en 1982. La comisión de Pesquerías de la NAFO aprobó una moratoria durante los años 1988-1990. Sin embargo, las capturas de bacalao estimadas superaron las 40.000 toneladas en 1989 y 1990. La pesquería permaneció abierta después de este periodo hasta 1998 y se consiguieron buenas capturas gracias a la clase anual de 1991, muy abundante, y que se explotó de forma prematura. Las posteriores clases anuales fueron muy pobres y, desde 1996, prácticamente nulas. Actualmente, la población de bacalao se encuentra en un estado de colapso. 
La gallineta de Flemish Cap está formada por tres especies del género Sebastes, todas ellas con hábitat tanto pelágico como demersal. La disminución de las capturas en los últimos años se debe a que en el Atlántico Norte se descubrieron mejores pesquerías. 
El camarón del banco aumentó notablemente su población en 1991, probablemente gracias a una clase anual muy abundante en 1988. A partir de 1993 comenzó a capturarse de forma importante. Las clases anuales posteriores en la misma línea mantienen la pesquería desde entonces. Los camaroneros utilizan una rejilla de barras al comienzo del copo para reducir la captura de peces, concretamente, de gallineta, puesto que su presencia en el copo destrozaría las capturas de camarón.

## Película
Precisamente Wolfgang Petersen rodó en el escenario de Flemish Cap en la película La tormenta perfecta.